# 孙天风
孙天风（1920年—2010年），男，江苏武进人，中国流体力学家，曾任北京大学教授、博士生导师，北京力学学会副理事长，中国力学学会理事。